# نااویا

ناویا شهری در شهرستان فارا در استان باله در بورکینافاسوی جنوبی است و جمعیت آن ۱۳۴۳ نفر است.